# Brunette (cigarette)
Pour les articles homonymes, voir Brunette.
Brunette est une marque de cigarette suisse, fabriquée par Philip Morris International qui possède son usine en Suisse, dans la région de Neuchâtel. 